# Evert Grift
Everardus (Evert) Grift (Soest, 21 mei 1922 – Hilversum, 27 maart 2009) was een Nederlands professioneel wielrenner. Grift won in 1948 de eerste editie van de Ronde van Limburg en in 1951 het criterium van Hoogerheide.
Hij deed namens Nederland mee aan de Olympische Spelen van 1948 in Londen aan de individuele wegwedstrijd. Doordat slechts één Nederlander de finish haalde in de individuele rit deed het team niet mee om de medailles in het ploegenklassement. 

## Overwinningen
1948
- Ronde van Limburg

1951
- Criterium van Hoogerheide

## Grote rondes
Geen

## Referentie
- Sports-Reference profile